# ビクトル・アルバレス・ロサダ
ビティ（Viti）ことビクトル・アルバレス・ロサダ（Víctor Álvarez Rozada、1997年9月16日 - ）は、スペイン・アストゥリアス州ラ・ポラ・ジャビアナ出身のサッカー選手。UDラス・パルマス所属。ポジションはFWまたはMF。

## クラブ経歴
レアル・オビエドのカンテラで育成され、2016年5月26日、セグンダ・ディビシオンのCDレガネス戦にてわずか18歳でトップチームデビューを果たし、2019-20シーズンからトップチームに昇格した。
2024年7月1日、UDラス・パルマスに3年契約で移籍した。